# Hyphochytridiomycetes
Los hifoquitridios (Hyphochytridiomycetes o Hyphochytrea) son un pequeño grupo de pseudohongos (protistas de tipo fungoide) del que se conocen unas 25 especies. Son organismos saprobios o parásitos que viven en medios acuáticos o en el suelo en todo el mundo. En sus paredes coexisten celulosa y quitina. Sus zoosporas se distinguen por presentar un flagelo anterior con mastigonemas. Estas generan un quiste cuando cesan en su movimiento, que posteriormente germina dando un lugar a un talo. En esta etapa presentan un sistema vegetativo de tipo hifa o rizodial (de aquí el prefijo hypho).
Antiguamente, las divisiones Hyphochytridiomycota, Oomycota y Chytridiomycota se agrupaban en el taxón obsoleto Mastigomycotina como hongos con gametos o esporas flageladas. Actualmente, Chytridiomycota son considerados hongos verdaderos, pero los otros dos grupos se clasifican en el reino Protista.